# Elezioni presidenziali nelle Maldive del 2023
Le elezioni presidenziali nelle Maldive del 2023 si tennero il 9 settembre (I turno) per eleggere il nuovo Presidente del paese.
Poiché nessuno dei due candidati, al primo turno, ha ottenuto la maggioranza assoluta dei voti, un ulteriore turno di votazioni si è tenuto il 30 settembre. Da quest’ultimo, dopo aver già ottenuto il 46,06% dei voti, è risultato vincitore Mohamed Muizzu, con il 54,04% delle preferenze.
Il Presidente uscente, Ibrahim Mohamed Solih, ha potuto ricandidarsi per un secondo mandato, in quanto ancora al primo.

## Sistema elettorale
Per le elezioni presidenziali, la legge elettorale maldiviana (definita dalla Costituzione) prevede che Presidente sia eletto secondo un sistema elettorale maggioritario a doppio turno: per essere eletti, infatti, è necessaria la maggioranza assoluta (50%+1 dei voti). 
Se ciò non avviene, si attua un secondo turno di votazione entro 21 giorni dalla prima tornata elettorale, in cui risulta eletto Presidente il candidato che ottiene la maggioranza relativa dei voti (Pluralità).

## Risultati
| Mohamed Muizzu        | Congresso Nazionale del Popolo | 101 635 | 46,06 | 129 159 | 54,04 |  |  |  |
| Ibrahim Mohamed Solih | Partito Democratico Maldiviano | 86 161  | 39,05 | 109 868 | 45,96 |  |  |  |
| Ilyas Labeeb          | I Democratici                  | 15 839  | 7,18  |         |       |  |  |  |
| Umar Naseer           | Indipendente                   | 6 343   | 2,87  |         |       |  |  |  |
| Qasim Ibrahim         | Partito Repubblicano           | 5 460   | 2,47  |         |       |  |  |  |
| Ahmed Faris Maumoon   | Indipendente                   | 2 979   | 1,35  |         |       |  |  |  |
| Mohamed Nazim         | Partito Nazionale Maldiviano   | 1 907   | 0,86  |         |       |  |  |  |
| Hassan Zameel         | Indipendente                   | 327     | 0,15  |         |       |  |  |  |
| Totale                | Totale                         | 220 651 | 100   | 239 027 | 100   |  |  |  |
|                       |                                |         |       |         |       |  |  |  |
| Voti non validi       | Voti non validi                | 4 835   | 2,14  | 7 888   | 3,19  |  |  |  |
| Votanti               | Votanti                        | 225 486 | 79,85 | 246 915 | 87,31 |  |  |  |
| Elettori              | Elettori                       | 282 395 |       | 282 804 |       |  |  |  |